# 青森県道241号木造停車場線
青森県道241号木造停車場線（あおもりけんどう241ごう きづくりていしゃじょうせん）は、青森県つがる市を通る一般県道である。

## 概要
つがる市木造字房松のJR五能線 木造駅前から路線が始まり、おおむね北方向へ進み、青森県道187号越水木造線・青森県道245号稲盛千代町山田線交点で東へ進路を変え、青森県道114号菰槌木造線交点で南東または南方向へ進路を変える。JR五能線を立体交差後に、終点の国道101号交点に至る。
つがる警察署付近からつがる市消防本部付近までは県道245号と重複する。

### 路線データ
- 起点：木造停車場[1]
- 終点：国道一〇一号交点（つがる市木造）[1]

## 歴史
- 1961年（昭和36年）2月10日 - 県道に認定される[1]。

## 路線状況

### 重複区間
- 青森県道245号稲盛千代町山田線

## 地理

### 交差する道路
- 青森県道187号越水木造線・青森県道245号稲盛千代町山田線
- 青森県道114号菰槌木造線
- 青森県道245号稲盛千代町山田線
- 国道101号・青森県道37号弘前柏線（終点）

### 沿線施設など
- JR五能線 木造駅
- つがる警察署
- 中央公民館
- 青森県立木造高等学校
- つがる市消防本部 木造消防署